# Radio Kootwijk
Radio Kootwijk est un village appartenant à la commune néerlandaise d'Apeldoorn. En 2005, le village comptait 120 habitants.
Ce site fut le siège d'un émetteur radio à destination des Indes néerlandaises de 1918 à 1980.
Le bâtiment A (le "Sphynx") a été sauvegardé.